# Erich Weber (Politiker)
Erich Weber (* 24. August 1901 in Königsberg, Ostpreußen; † 15. September 1972 in Berlin) war ein deutscher Arzt und Berliner Politiker (FDP).
Nach dem Abitur studierte Weber Medizin an den Universitäten in Königsberg, Berlin und Hamburg und wurde 1927 im Fachgebiet Orthopädie promoviert. Danach absolvierte er eine Facharztausbildung zum Frauenarzt und praktizierte ab 1933 als niedergelassener Arzt in Berlin. Ab 1945/46 war er Mitglied in der LDP/FDP und als Ortsgruppenvorsitzender in Berlin-Steglitz am Aufbau der Partei beteiligt. Von 1948 bis 1950 war er Mitglied der Berliner Stadtverordnetenversammlung.

## Schriften
- Über die Häufigkeit der Fußdeformitäten untereinander. (Dargestellt an Hand des Krankenmaterials der orthopädischen Universitätsklinik zu Berlin des Jahres 1924). Med. Diss. Universität Berlin, Berlin 1927.